# Azovè
Azovè est un arrondissement du département de Couffo au Bénin. C'est une division administrative sous la juridiction de la commune d'Aplahoué.

## Administration
Azovè fait partie des sept arrondissements que compte la commune d'Aplahoué dont: Aplahoué, Atomè, Dekpo,Godohou, Kissamey et Lonkly. Cet arrondissement compte 11 villages,.

## Population
Selon le recensement général de la population et de l'habitation (RGPH4) de l'institut national de la statistique et de l'analyse économique (INSAE) au Bénin en 2013, la population d'Azovè s'élève à 44 210 habitants.
| Indicateur           | 2013   |
| -------------------- | ------ |
| Nombre de ménages    | 9 920  |
| Population féminine  | 23 230 |
| Population masculine | 20 980 |
| Population totale    | 44 210 |

## Galerie de photos

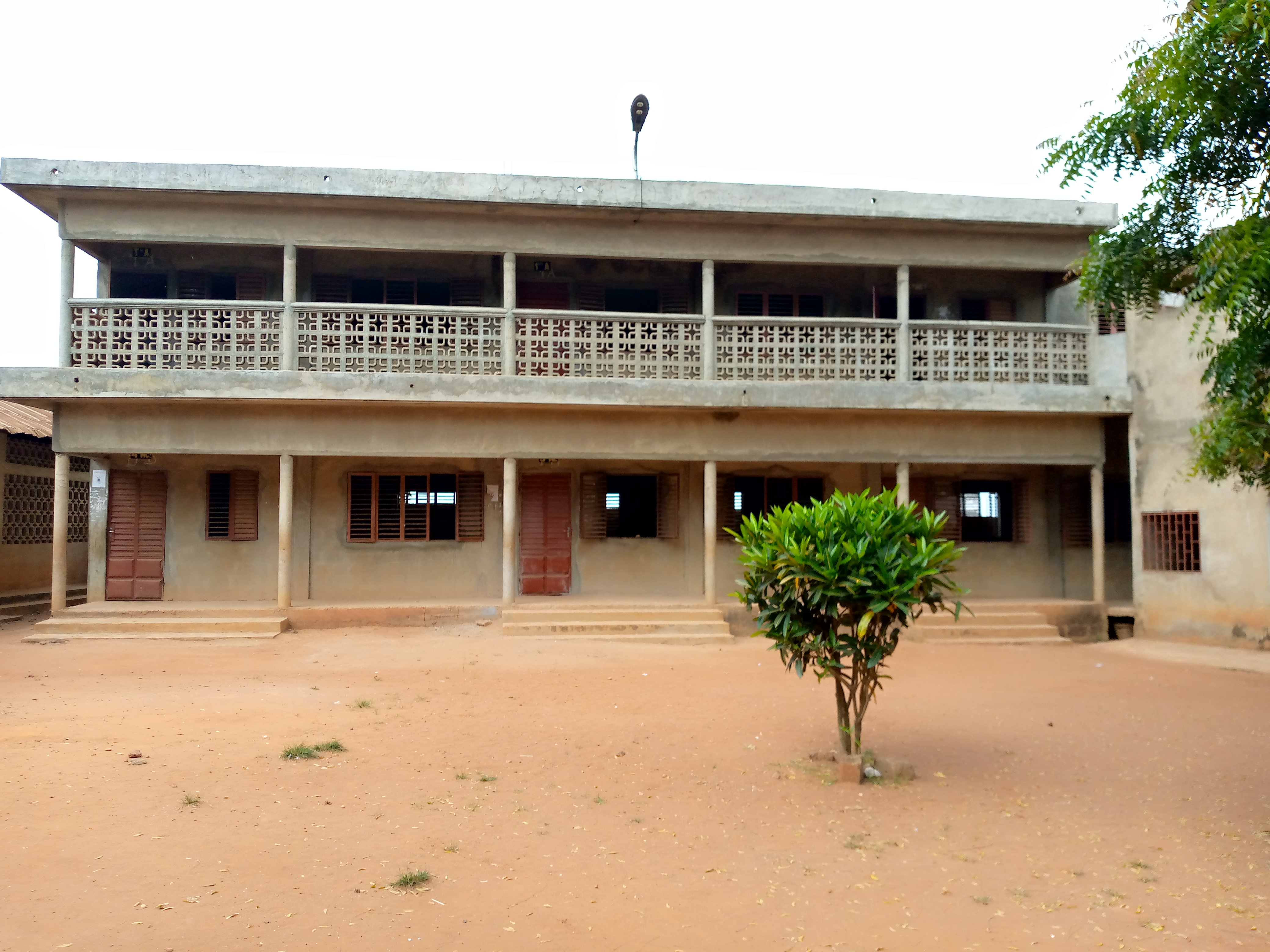
Collège Catholique d'Azovè
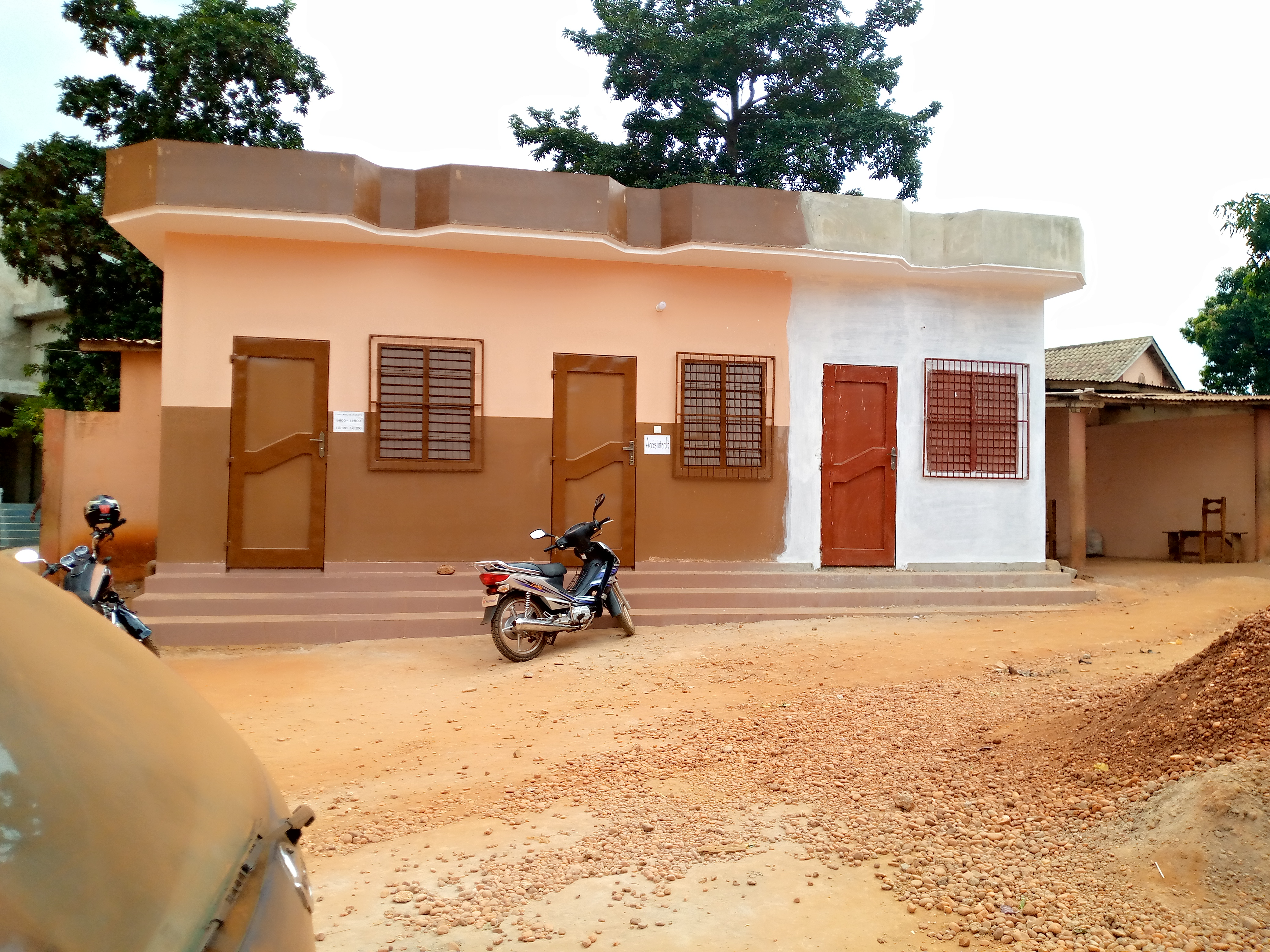
Collège Catholique d'Azovè2
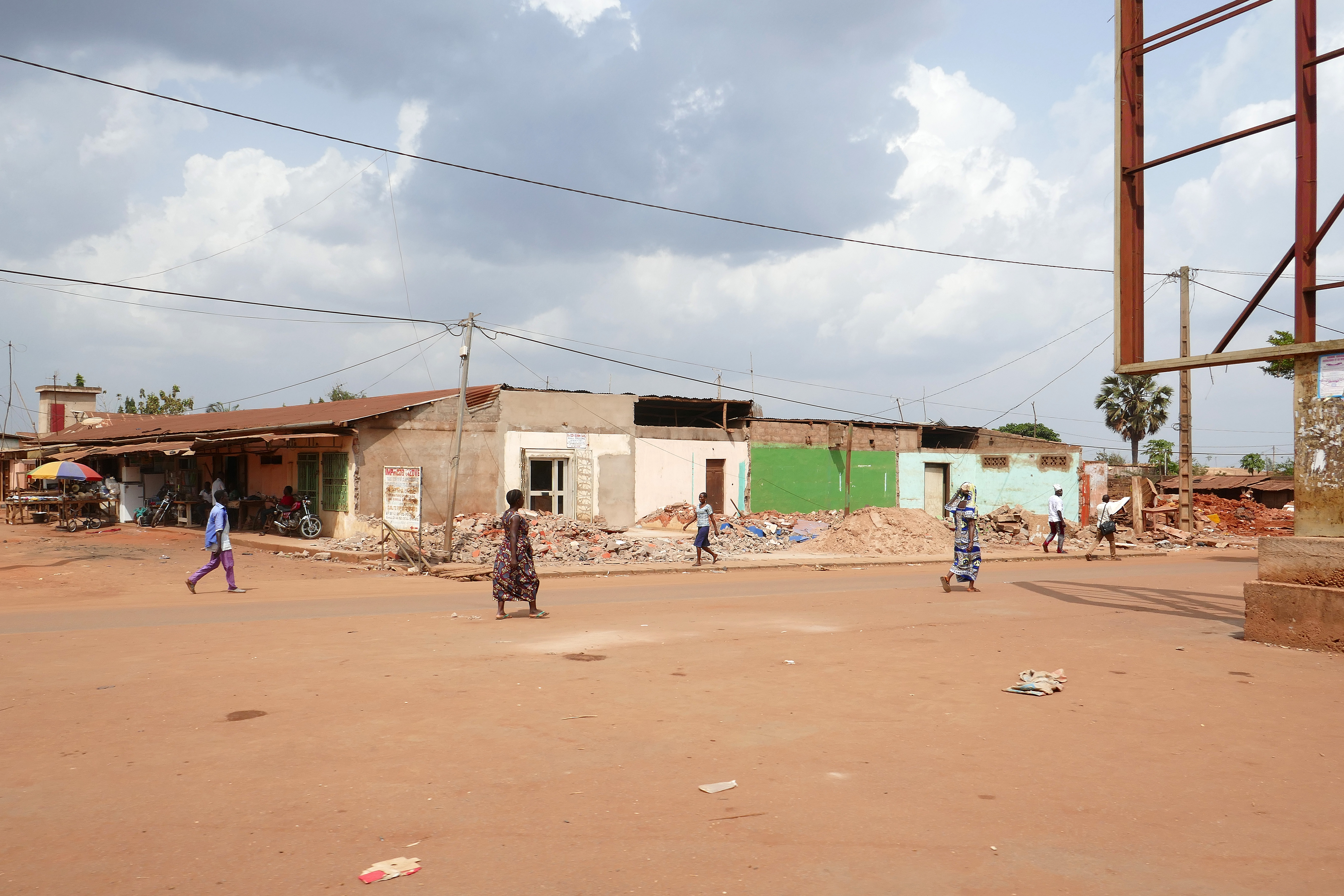
Azovè-Maisons non conformes en cours de destruction
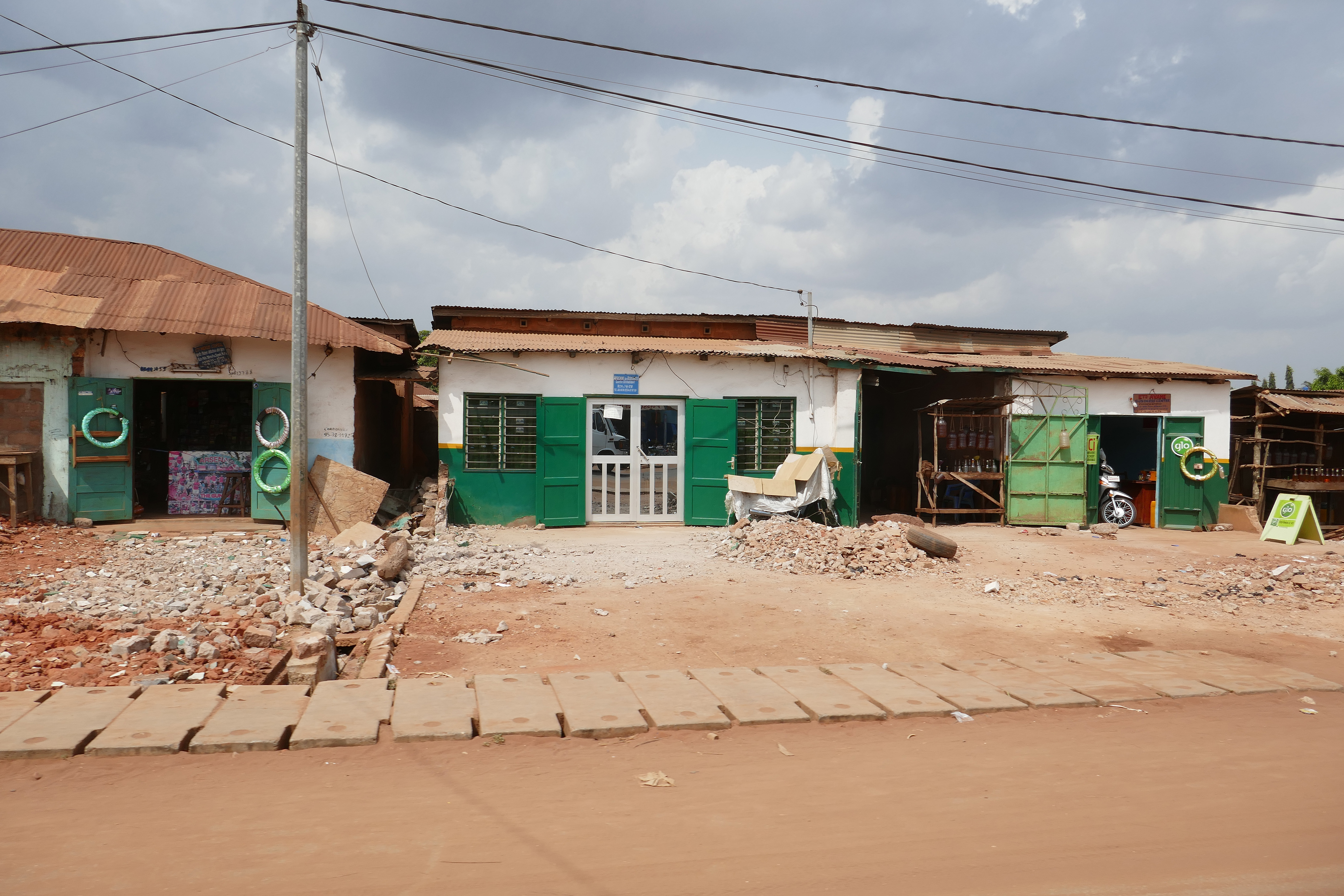
Azovè-Maisons non conformes en cours de destruction (5)